# 板蓋宮
板蓋宮（いたぶきのみや）は、7世紀半ばに皇極天皇が営んだ皇居。一般には飛鳥板蓋宮と呼称される。奈良県明日香村岡にある飛鳥京跡にあったと伝えられている。

## 経緯
642年（皇極天皇元年）1月、皇極天皇は夫である舒明天皇の崩御により即位し、同年9月19日（10月17日）、大臣である蘇我蝦夷へ新宮殿を12月までに建設するよう命じた。これにより完成したのが板蓋宮である。643年（皇極天皇2年）4月、遷る。
板蓋宮は、645年7月10日（皇極天皇4年6月12日）に発生したクーデター（乙巳の変）の舞台となった。この日、蘇我入鹿が刺殺され、これにより皇極天皇は同月12日（14日）に退位し、軽皇子が即位した（孝徳天皇）。孝徳天皇は、難波長柄豊碕（なにわのながらのとよさき）に宮を置いた(難波長柄豊碕宮)。
654年（白雉5年）10月、孝徳天皇が難波宮で崩御すると翌年の初めに皇極上皇は板蓋宮において再度即位（重祚）し、斉明天皇となった。この年の末に板蓋宮は火災に遭い、焼失した。斉明天皇は川原宮へ遷った。

## 名称
なお、名称「板蓋宮」は、文字どおり屋根に板（豪華な厚い板）を葺いていたことに由来するといわれている。このことにより、当時の屋根のほとんどは檜皮葺・草葺き・茅葺き・藁葺きであり、板葺きの屋根の珍しかったことが判る。実際にも檜皮葺や茅葺きの建築物は現代に至るも遺っているものが多いが、板葺きの建築物が遺っている例は少ない。
当時、大陸から伝来した最新様式を反映している寺院は瓦葺きであったが、それ以外の建築物への普及は進まず、平安時代以降の貴族の居宅である寝殿造も檜皮葺である。本格的な瓦葺きの普及は江戸時代以降である。

## 現在の状況
現在、奈良県明日香村に中心の一部と思われるものが史跡として残っている。また、近くには蘇我入鹿の首塚もある。